# Привілля (Роздільнянський район)
Приві́лля — село в Україні, у Великоплосківській сільській громаді Роздільнянського району Одеської області. Населення становить 23 осіб.
До 17 липня 2020 року було підпорядковане Великомихайлівському району, який був ліквідований.

## Населення
Згідно з переписом 1989 року населення села становило 36 осіб, з яких 15 чоловіків та 21 жінка.
За переписом населення 2001 року в селі мешкали 23 особи.

### Мова
Розподіл населення за рідною мовою за даними перепису 2001 року:
| Мова       | Відсоток |
| ---------- | -------- |
| російська  | 78,26 %  |
| українська | 21,74 %  |